# Voiture FS type 1933 et 1937
Les voitures de type 1933 et 1937 (en italien : carrozze Tipi 1933 e 1937) de l'opérateur ferroviaire italien Ferrovie dello Stato Italiane (FS) sont une série de voitures construites à la fin des années 1930 pour des services express et internationaux. Succédant aux voitures type 1931 — second modèle unifié de voitures métalliques, qui introduisent le châssis plus long repris par les nouvelles voitures —, elles se distinguent par leur construction plus économique et par un meilleur niveau de confort en troisième classe. Produites de 1937 à 1940, elles sont remplacées par les voitures type 1940 et 1946. Ce sont les dernières voitures « Grandes Lignes » à fenêtres doubles.

## Histoire

### Genèse
Les voitures du type 1921 avaient été mises au point après la Première Guerre mondiale afin de se passer des voitures à caisse en bois sur les trains internationaux et les trains rapides « grandes lignes ». Un total de 1 557 voitures voyageurs à châssis court a été construit entre 1923 et 1932 avant d'être remplacées par le type 1931 à châssis long. Ces voitures donnaient satisfaction mais leurs coûts de construction élevés, leurs aménagements spartiates en 3e classe et leur largeur trop élevée pour circuler à l'étranger poussent les FS à revoir leur copie. Seules 315 voitures à places assises de ce modèle ont été construites, jusqu'en 1933.

### Mise au point
La principale différence entre les types 1931 et 1933/37 se trouve dans les aménagements intérieurs. Par souci d'économie, de l’aluminium remplace le bronze des poignées, cadres de fenêtres, porte-bagages, cendriers , etc. Les carrelages muraux des toilettes cèdent la place à des matériaux moins nobles. A contrario, les étroits compartiments de 3e classe à bancs de bois et vitrages minimalistes disparaissent au profit d'espaces plus vastes grâce à la suppression d'un compartiment par voiture ; les banquettes sont rembourrées, recouvertes de velours ocre ou de similicuir pour les appuie-tête tandis que les petites fenêtres Modèle:Inicise sont remplacées par deux fenêtres de 470 mm et des vitres de custode font leur apparition sur la cloison côté couloir. La seconde classe est également revue, avec six sièges individuels au lieu des banquettes rembourrées des types 1931 et 1921.
En rupture avec les autres voitures métalliques à places assises des types 1921 et 1931, la longueur du châssis diffère selon les versions. Extérieurement, les rangées de rivets sur les flancs sont toujours masquées par des lisses comme l'étaient déjà les voitures type 1921, une évolution par rapport au matériel métallique étranger. L'utilisation de fenêtres doubles en troisième classe supprime la nette distinction visible auparavant avec les voitures des classes supérieures. Le type 1933, dont les voitures ne sortent d'usine qu'à partir de 1937, ne comportait qu'un seul modèle, combinant des compartiments de chaque classe, configuration utile en trafic international, sur des trains à tranches ou des rames courtes, qui n'avait jusque là pas figuré parmi les voitures métalliques Grandes Lignes des FS. Les autres variantes produites sont de nouvelles voitures mixtes première et deuxième classe, une variante seulement représentée par le type 1921, et de grandes quantités de voitures de troisième classe destinées à évincer celles à caisse en bois des types 1921 et 1931.
Trois séries ont été produites :
- 30 voitures de première, deuxième et troisième classe ABCz 61.000 livrées de 1937 à 1938 comportant deux compartiments de première classe au centre, trois de seconde d'un côté et quatre de troisième de l'autre ; le châssis mesure 21 220 mm (hors-tampons), les compartiments de première 2 120, ceux de deuxième 1 900 et ceux de troisième 1 610, soit 50 cm de plus qu'avec le matériel type 1931.
- 750 voitures de troisième classe Cz 32.000 livrées de 1938 à 1940, dotées de onze compartiments accueillant 80 voyageurs au lieu de 88 mais dans des conditions de confort bien supérieures ; les compartiments mesurent 1 630 mm entre les cloisons.
- 150 voitures mixtes première et deuxième classe ABz 52.000 reprenant la formule des voitures de 1921 avec un demi-compartiment de seconde classe à une extrémité, trois compartiments de première à l'autre bout et cinq (au lieu de quatre) compartiments ordinaires de seconde classe. L'espace à bord est en léger recul pour les voyageurs de première par rapport aux types 1931 et 1933 : 2 100 mm.

Les toutes premières ABCz sont sorties d'usine arborant la livrée verte des FS qui sera prestement abandonnée au profit des deux tons de brun (castano-isabella). Les marquages extérieurs sont en chiffres romains disposés sous les fenêtres au niveau des toilettes, qui possèdent toujours leurs vitraux blancs et bleus ; des chiffres arabes peints en jaune se substituent pendant la guerre. Comme les autres voitures FS, elles commenceront à être peintes en brun marron uni à partir de 1961 puis seront toutes repeintes en gris ardoise après 1964.

### Évolution
Après la suppression de la troisième classe en 1956, la sellerie des compartiments de troisième classe sera rééquipée avec du velours café et beige issu de l’ancienne deuxième classe. À cette occasion, les ABCz deviennent des ABz et les ABz tandis que les ABz deviennent des Az, conservant les compartiments plus amples de l'ancienne première classe. Une partie a eu ses compartiments ex-seconde classe déclassés à nouveau.
Les Cz 32.253 et 254 ont été modifiées en cours de construction en « restaurants populaires » avec tables pour les voyageurs de troisième classe, bar et cuisine. Ces deux CRz (401 et 402) ont été réaménagées en voitures à places assises de troisième classe en 1953 puis sont devenues des voitures de première classe (Az 18.023 à .024).
85 autres Cz ont été dotées[Quand ?] de lits pliants pour servir de voitures-couchettes sur des trains touristiques.

### Fin de carrière et préservation
Elles sont utilisées en trafic international, aux côtés de voitures des années 1940-1950, jusqu'à l'arrivée des voitures UIC-X à la fin des années 1960.
Quatre voitures Bz type 1937 et une ABz type 1937 sont préservées, statiques ou en état de marche.

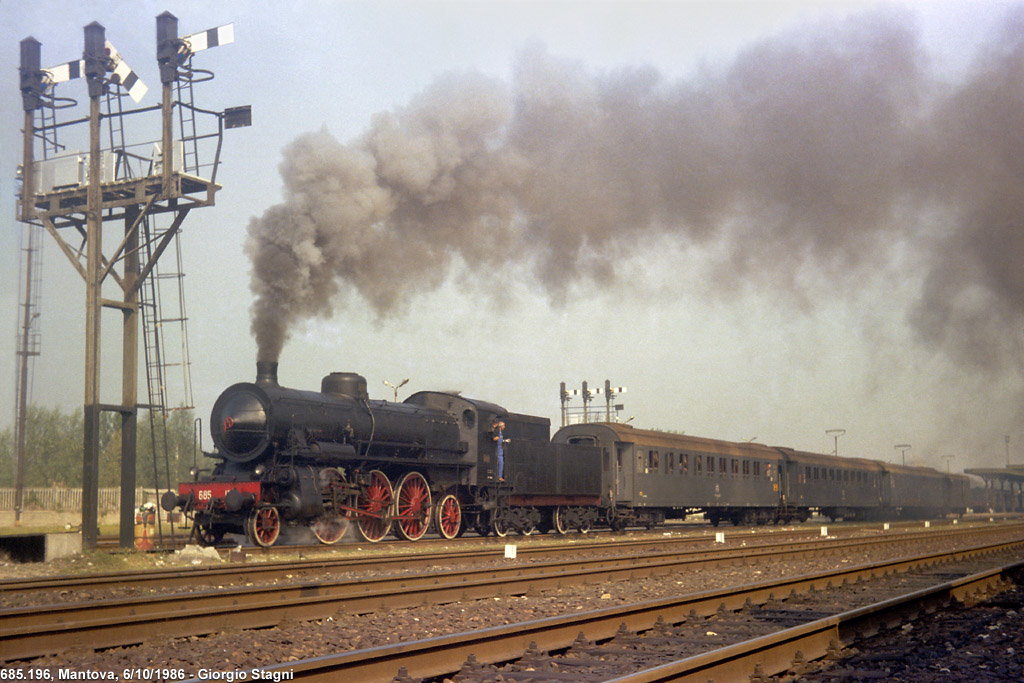
Train spécial vapeur en 1986 composé de voitures type 1937.
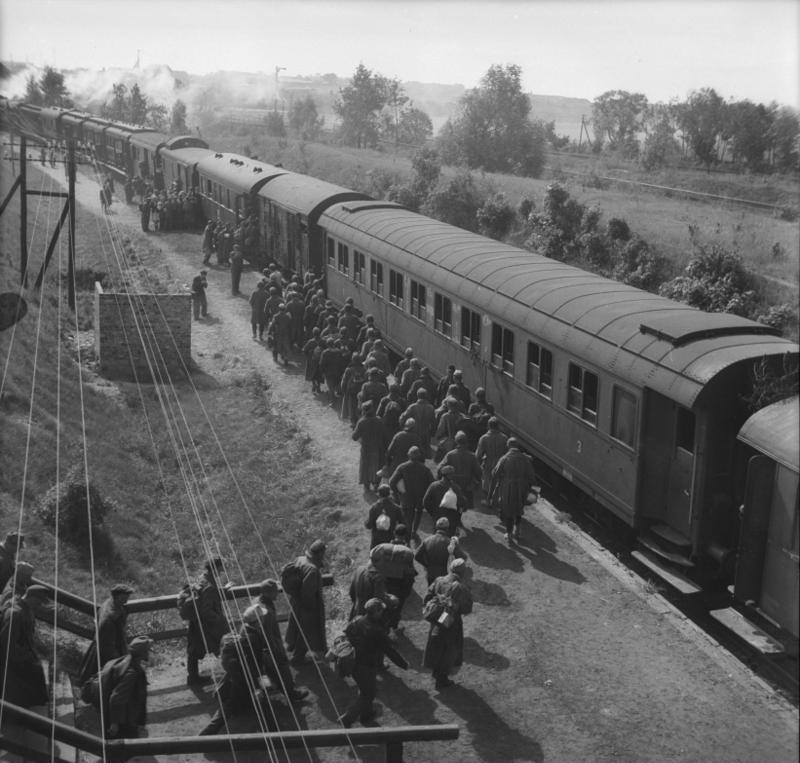
Cz récupérée par les chemins de fer allemands acheminant des prisonniers de guerre libérés en 1948.
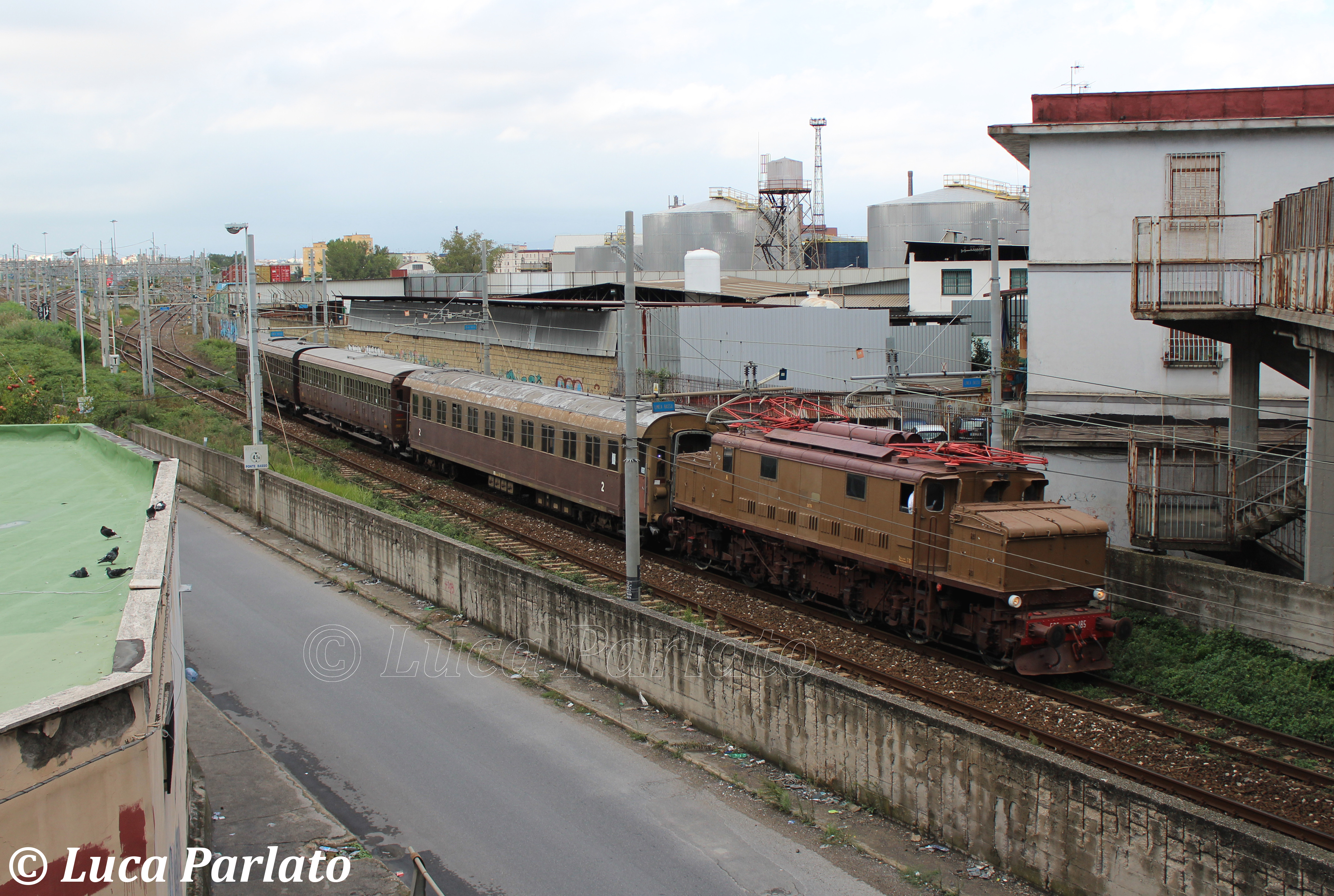
Parcours historique en 2016 avec une type 1937 et deux Centoporte.